# KM2000

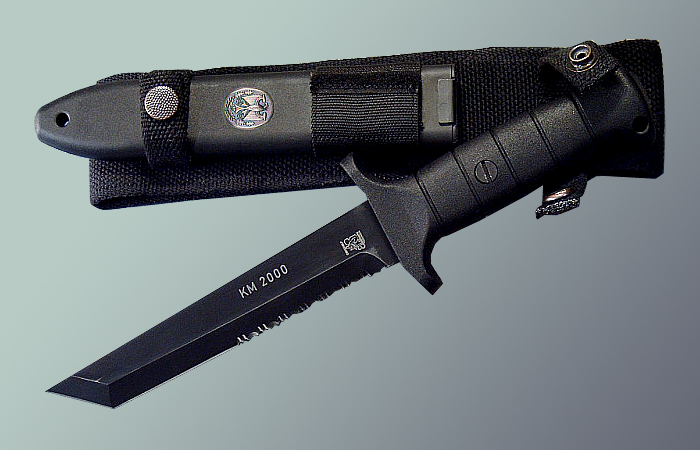
KM2000 z pochwą

KM2000 (lub Kampfmesser 2000; pol. nóż bojowy wz. 2000) – podstawowy nóż szturmowy Bundeswehry, używany głównie przez żołnierzy wojsk lądowych. Produkcja broni odbywa się w Niemczech, w zakładach firmy Eickhorn-Solingen Ltd.

## Budowa noża
Głownia typu tantō – jednosieczna, geometryczna, o długości 172 mm i grubości 5 mm na grzbiecie, stal nierdzewna typ 440A. Rękojeść ergonomiczna, pełna w środku, wykonana z poliamidu wzmocnionego włóknem szklanym (tworzywo podobne do Zytelu). Długość całkowita 305 mm, waga noża 320 g. Pochwa (etui) wykonane z cordury. Ciężar razem z etui 525 g.